# Las Toscas
Las Toscas é um município de 2ª categoria da província de Santa Fé, na Argentina.